# Heimenhausen
Heimenhausen – gmina (niem. Einwohnergemeinde) w Szwajcarii, w kantonie Berno, w regionie administracyjnym Emmental-Oberaargau, w okręgu Oberaargau. 1 stycznia 2009 do gminy przyłączono gminy Röthenbach bei Herzogenbuchsee oraz Wanzwil.

## Demografia
W Heimenhausen mieszka 1178 osób. W 2020 roku 7,8% populacji gminy stanowiły osoby urodzone poza Szwajcarią.

## Transport
Przez teren gminy przebiega droga główna nr 22.